# Sridnjak (Lastovski kanal)
Sridnjak je nenaseljeni otočić u hrvatskom dijelu Jadranskog mora. Nalazi se u Lastovskom kanalu, uz zapadni dio južne obale otoka Korčule, oko 900 m od njene obale. U skupini je otoka južno od naselja Prižba, a najbliži susjedni otok su Crklica, oko 130 metara zapadno i Vrhovnjak, oko 130 metara istočno. Katastarski je dio općine Blato.
Njegova površina iznosi 0,159658 km². Dužina obalne crte iznosi 1872 m, a iz mora se uzdiže 60 m.